# Marie Kraja
Marie Kraja született Marie Paluca (Zára, 1911. szeptember 24 – Tirana, 1999. november 21.) albán opera-énekesnő (szoprán), zenepedagógus, akit az albán népdalok előadásmódja tett híressé.

## Élete
1911-ben született az akkor az Osztrák–Magyar Monarchiához tartozó Zárában, római katolikus albán családban. Rokona volt Teréz anyának. Hatéves korában családja Shkodrába költözött. Albániában megtanulta a helyi esküvői és szerelmes dalokat. 1930-ban kezdte el énektanulmányait a grazi Singschulében, ahol 1934-ben végzett. Ezt követően egy shkodrai középiskolában, majd a tiranai Anyakirálynő Lányintézetben tanított. Elkezdte fellépéseit Tiranában Tonin Guraziu zongorakíséretével, és ő képviselte Albániát egy Bécsben rendezett „Nemzetek Estjén.”
Elkezdett hagyományos városi dalokat énekelni. Lola Gjokával dolgozott együtt, aki a dalokat hangszerelte, és zongorán kísérte; együtt több mint 300 dalt vettek fel.
1937-ben előadást tartott Bariban, a következő évben pedig több koncertet adott Münchenben. Ugyanabban az évben koncertet adott Tefta Tashko-Koço és Lola Gjoka közreműködésével Kristo Koco bariton (Tefta Tashko-Koço férje) javára, akinek pénzre volt szüksége milanói énektanulmányaihoz. 1939-ben Firenzében is fellépett.
Hazatérve Albániába 1939-ben férjhez ment Leonard Kraja latintanárhoz, és ettől fogva Marie Kraja néven lépett fel.
A második világháború után a Jordan Misja Művészeti Líceumban tanított, emellett az operában énekelt. 1959-ben fellépett az első albán opera, a Mrika előadásán, amelynek Prenk Jakova volt a zeneszerzője, és Llazar Siliqi a librettistája. Játszott többek között Verdi Traviata, Glinka Életünket a cárért, Csajkovszkij Jolanta, Mozart Figaro házassága című operáiban.
Tiranában hunyt el 1999-ben. A művészeknek adható legmagasabb kitüntetéssel, az Albán Nép Művésze címmel tüntették ki.
1999 óta Tiranában évente megrendezik a róla elnevezett operafesztivált. 2004-ben az albán posta különbélyeget adott ki arcképével. Nevét utca viseli Tiranában, Shkodrában és Prizrenben.

## Fordítás
- Ez a szócikk részben vagy egészben  a   Marie Kraja című angol Wikipédia-szócikk ezen változatának fordításán alapul.  Az eredeti cikk szerkesztőit annak laptörténete sorolja fel. Ez a jelzés csupán a megfogalmazás eredetét és a szerzői jogokat jelzi, nem szolgál a cikkben szereplő információk forrásmegjelöléseként.
- Ez a szócikk részben vagy egészben  a   Marie Kraja című német Wikipédia-szócikk ezen változatának fordításán alapul.  Az eredeti cikk szerkesztőit annak laptörténete sorolja fel. Ez a jelzés csupán a megfogalmazás eredetét és a szerzői jogokat jelzi, nem szolgál a cikkben szereplő információk forrásmegjelöléseként.